# Matt Macey
Matthew Ryan Macey, född 9 september 1994 i Bath, är en engelsk fotbollsmålvakt som spelar för Colchester United.

## Karriär
Macey gjorde sin debut för Arsenal den 24 oktober 2017 mot Norwich City i Ligacupen. Arsenal vann matchen med 2–1. Macey spelade sin första Europamatch den 2 november 2017 i gruppspelet i Europa League där han höll nollan hemma mot Röda stjärnan (0–0-match).
Den 8 januari 2021 värvades Macey av skotska Hibernian, där han skrev på ett halvårskontrakt. I maj 2021 förlängde Macey sitt kontrakt med två år.
Den 22 juni 2022 blev Macey klar för en återkomst i Luton Town. Den 20 januari 2023 lånades han ut till Portsmouth på ett låneavtal över resten av säsongen 2022/2023. Den 2 september 2023 kom Macey överens med Luton Town om att bryta sitt kontrakt. Den 12 januari 2024 återvände han till Portsmouth och skrev på ett halvårskontrakt med klubben.
Den 31 maj 2024 värvades Macey av Colchester United, där han skrev på ett tvåårskontrakt.